# Maureen Connolly
Maureen Catherine Connolly (San Diego, California, 17 de septiembre de 1934-Dallas, Texas, 21 de junio de 1969), apodada como Little Mo, fue una tenista norteamericana famosa y destacada en la primera mitad de los años 1950.
En 1951 obtuvo el título del Abierto de los Estados Unidos, ganándole a Shirley Fry, y transformándose en la tenista más joven en ganar dicho torneo. En 1952 defendió con éxito el título del Abierto de los Estados Unidos, venciendo a Doris Hart en la final. Además, ganó el Campeonato de Wimbledon.
Siendo la número uno del tenis femenino del mundo, Maureen participó en los cuatro torneos Grand Slam; la californiana derrotó a Julie Sampson Haywood en la final del Abierto de Australia y a Hart Doris en las finales del Torneo de Roland Garros, Wimbledon, y del Abierto de los Estados Unidos para convertirse en la primera mujer en conseguir los torneos de Grand Slam y la segunda tenista después que lo hiciera Don Budge en 1938.
En 1954 no defendió su título en el Abierto de Australia pero defendió con éxito sus campeonatos en Roland Garros y en Wimbledon.
Además, en la Copa Wightman, logró que el equipo de los Estados Unidos ganará cuatro partidos al hilo frente al equipo de Reino Unido entre 1951 y 1954.
Por otro lado, fue premiada como la Atleta Femenina del Año por la Associated Press durante tres años consecutivos, desde 1951 hasta 1953.
Sin embargo en 1954, dos semanas después de ganar su 3.er Wimbledon consecutivo, sufrió un accidente al caerse de un caballo que le causó una fuerte lesión en la pierna, que a la postre marcaría el fin de su carrera en el tenis.
En 1966 fue diagnosticada con cáncer de ovarios, enfermedad que la llevó a la muerte a la corta edad de 34 años.